# Пенькова, Галина Николаевна
Галина Николаевна Пенькова (род. 18 марта 1962 года) — заслуженный тренер России (подводный спорт), тренер сборной России по подводному спорту.

## Карьера
Занималась подводным ориентированием в СКА (Новосибирск) у Владимира Загозина. Имеет воинское звание — прапорщик.
После окончания спортивной карьеры стала тренером.
В настоящее время является тренером сборной России по подводному спорту, профилируется на подготовке ориентировщиков.
Среди её воспитанников: Ирина Воднева, Арина Пенькова, Виктор Семенов, Анастасия Романова, Карина Рудь и др.
Также работает тренером в СДЮСШОР ВВС (Новосибирск)